# Petey Pablo
Petey Pablo, nacido como Moses Barrett III (Greenville, Carolina del Norte, 22 de julio de 1973), es un rapero estadounidense.

## Biografía
Pablo es un socio del productor musical Timbaland, quien había esperado firmar al rapero para su sello Beat Club, pero cuando comenzó a iniciar las negociaciones de su compra, Pablo ya había firmado con Jive Records. Hizo su debut profesional en 2000 en el álbum de Timbaland & Magoo, Indecent Proposal. El lanzamiento del disco fue retrasado por Blackground Records hasta 2001, cuando Pablo ya había cosechado el éxito en solitario.
El primer sencillo de Petey, "Raise Up", fue producido por Timbaland. El siguiente sencillo, "I", en colaboración de Timbaland, esta vez no en la producción sino con el micrófono en la mano, fue un éxito moderado. Esas dos canciones fueron incluidas en el primer álbum de Pablo, Diary of a Sinner: 1st Entry, grabado por Jive en 2001. Al siguiente año, apareció en la canción "Club Banger" de la banda sonora de Drumline.
En 2004 editó su segundo álbum, Still Writing in My Diary: 2nd Entry, que incluía el éxito "Freek-a-Leek", producido por Lil Jon, llegando a la séptima posición en la lista de los Estados Unidos. También colaboró en el sencillo #1 de Ciara, "Goodies". 
Anunció que sacaría un disco llamado Same Eyez on Me, pero este disco (aún) no ha visto la luz. Después de esto ha desaparecido del panorama musical. 
Desde 2010 tiene problemas judiciales debido al arresto que sufrió cuando se descubrió que transportada un arma (una pistola 9mm) a un aeropuerto. En septiembre de 2011, un año después, fue condenado a tres años de cárcel. A finales del 2013 se le puso fecha de salida, 17 de julio del 2014. Sin embargo se adelantó al 13 de marzo.
En 2015 Pablo volvió a resurgir en el mundo del espectáculo haciendo una aparición en la serie Empire como un extra. Además colaboró con el actor principal de la serie Terrence Howard para elaborar una canción para la banda sonora de la serie llamada "Snitch Bitch".

## Discografía
| Año  | Álbum | U.S. | U.S. R&B | Certificación |
| ---- | --- | ---- | -------- | ------------- |
| 2001 | Diary of a Sinner: 1st Entry - Primer álbum de estudio - Lanzado: 6 de noviembre de 2001 - Formatos: CD, descarga digital - Ventas: 1,000,000+   | 13   | 7        | Platino       |
| 2004 | Still Writing in My Diary: 2nd Entry - Segundo álbum de estudio - Lanzado: 4 de mayo de 2004 - Formatos: CD, descarga digital - Ventas: 500,000+ | 4    | 3        | Oro           |

## Sencillos
| Año         | Canción                        | Posición     | Posición | Posición | Posición | Álbum                                |
| Año         | Canción                        | U.S. Hot 100 | U.S. R&B | U.S. Rap | Pop 100  | Álbum                                |
| ----------- | ------------------------------ | ------------ | -------- | -------- | -------- | ------------------------------------ |
| 2001        | "Raise Up"                     | 25           | 9        | 1        | -        | Diary of a Sinner: 1st Entry         |
| 2002        | "I Told Y'all"                 | 94           | 54       | -        | -        | Diary of a Sinner: 1st Entry         |
| 2002        | "I"                            | -            | 62       | -        | -        | Diary of a Sinner: 1st Entry         |
| 2003        | "Club Banger"                  | -            | 98       | -        | -        | Drumline Soundtrack                  |
| 2003 / 2004 | "Vibrate" (featuring Rasheeda) | 100          | 86       | -        | -        | Still Writing in My Diary: 2nd Entry |
| 2003 / 2004 | "Freek-a-Leek"                 | 7            | 5        | 2        | -        | Still Writing in My Diary: 2nd Entry |
| 2006        | "Show Me The Money"            | 58           | -        | -        | 48       | Step Up Soundtrack                   |

## Colaboración
| Año  | Canción                                                                                    | Posición     | Posición | Posición | Posición         | Álbum                         |
| Año  | Canción                                                                                    | U.S. Hot 100 | U.S. R&B | U.S. Rap | UK Singles Chart | Álbum                         |
| ---- | ------------------------------------------------------------------------------------------ | ------------ | -------- | -------- | ---------------- | ----------------------------- |
| 2002 | "Rep Your City" (E-40 featuring Petey Pablo, Bun B, 8Ball & Lil' Jon & the East Side Boyz) | —            | 73       | —        | —                | Grit & Grind & Kings of Crunk |
| 2004 | "Goodies" (Ciara featuring Petey Pablo)                                                    | 1            | 1        | -        | 1                | Goodies                       |
| 2004 | "We Like Them Girls" (Silkk the Shocker featuring Petey Pablo & Master P)                  | —            | 69       | —        | —                | Based on a True Story         |
| 2005 | "Get XXX'd" (J-Kwon featuring Petey Pablo & Ebony Eyez)                                    | —            | 95       | —        | —                | XXX 2 B.S.O.                  |
| 2005 | "Chain Swingin'" (Oowee featuring Petey Pablo)                                             | —            | —        | —        | —                | Pure RnB, Vol.3               |
| 2005 | "The Otherside" (Bubba Sparxxx featuring Petey Pablo & Sleepy Brown)                       | —            | —        | —        | —                | The Charm                     |

## Todas sus colaboraciones
| Título                              | Año  | Otros artistas                                                       | Álbum                                        |
| ----------------------------------- | ---- | -------------------------------------------------------------------- | -------------------------------------------- |
| "Come See About Me"                 | 2000 | Mystikal, Da Brat                                                    | Let's Get Ready                              |
| "O.K."                              | 2000 | Torrey Carter, Trick Daddy, Missy Elliott                            | The Life I Live                              |
| "Problems"                          | 2001 | Mil                                                                  | Street Scriptures                            |
| "Ghetto"                            | 2001 | Sticky Fingaz                                                        | Blacktrash: The Autobiography of Kirk Jones  |
| "Serious"                           | 2001 | Timbaland & Magoo                                                    | Indecent Proposal                            |
| "Roll Out"                          | 2001 | Timbaland & Magoo, Sebastian                                         | Indecent Proposal                            |
| "Love Me"                           | 2001 | Timbaland & Magoo, Tweet                                             | Indecent Proposal                            |
| "Baby Bubba"                        | 2001 | Timbaland & Magoo                                                    | Indecent Proposal                            |
| "Mr. Richards"                      | 2001 | Timbaland & Magoo                                                    | Indecent Proposal                            |
| "Fight Club"                        | 2001 | Fat Joe, M.O.P.                                                      | Jealous Ones Still Envy (J.O.S.E.)           |
| "Let's Stay Home Tonight" (Remix)   | 2001 | Joe                                                                  | Better Days                                  |
| "Dirrty"                            | 2001 | Drag-On                                                              | Ryde or Die Vol. 3: In the "R" We Trust      |
| "Gangsta Shit"                      | 2002 | Lil' Wayne                                                           | 500 Degreez                                  |
| "Waitin On"                         | 2002 | Angie Martinez                                                       | Animal House                                 |
| "Call It Gangster"                  | 2002 | Too Short, Dolla Will                                                | What's My Favorite Word?                     |
| "Rep Yo City"                       | 2002 | Lil' Jon & the East Side Boyz, E-40, Bun B, 8Ball                    | Kings of Crunk                               |
| "Keeps Spinnin"                     | 2002 | Birdman, T.I., TQ, Mannie Fresh, Stone, Wolf, Bizzy, Gilly, Mikkey E | Birdman                                      |
| "Rock the Party" (Young Heff Remix) | 2003 | Benzino, Lil' Kim, Mario Winans                                      | Redemption                                   |
| "Yes Sir"                           | 2003 | DJ Envy, Juvenile, Coke                                              | The Desert Storm Mixtape: Blok Party, Vol. 1 |
| "You Can't Fuck With Us"            | 2003 | Too Short, N.O.R.E.                                                  | Married to the Game                          |
| "Put Yo Hood Up" (Remix)            | 2003 | Lil' Jon & the East Side Boyz, Jadakiss, Chyna Whyte, Roy Jones, Jr. | Part II                                      |
| "I'll Take You There"               | 2003 | Big Tymers, Joi                                                      | Big Money Heavyweight                        |
| "Keep It Moving"                    | 2004 | Body Head Bangerz, Fiend                                             | Body Head Bangerz: Volume One                |
| "Anything U Want"                   | 2005 | Renegade Foxxx, YoungBloodZ                                          | Still Hustlin                                |
| "Set It Off"                        | 2005 | Enemigo, Luny Tunes                                                  | Caminando                                    |
| "Where Da Bypass At? (Interlude)"   | 2005 | Black Rob, D-Dot, Craig Mack                                         | The Black Rob Report                         |
| "Holla At Cha Homeboy"              | 2006 | Luther Campbell/Uncle Luke, Pitbull                                  | My Life & Freaky Times                       |
| "Naughty"                           | 2007 | Kev Samples                                                          | The Rush                                     |
| "The Struggle"                      | 2008 | Bone Brothers, Krayzie Bone & Wish Bone                              | Bone Brothers 3                              |
| "Drop Rap"                          | 2010 | Chris Brown                                                          | In My Zone 2                                 |
| "Swear To God"                      | 2010 | EDIDON, Young Noble, Outlawz                                         | The Stash Spot                               |
| "Redbone"                           | 2013 | Timbaland, Sebastian                                                 | TBA                                          |